# Hiroto Goya
Hiroto Goya (jap. 呉屋 大翔, Goya Hiroto; * 2. Januar 1994 in Kawanishi, Präfektur Hyōgo) ist ein japanischer Fußballspieler. 

## Karriere
Hiroto Goya erlernte das Fußballspielen in den Jugendmannschaften von Kawanishi Keyaki FC und Vissel Kōbe, der Schulmannschaft der Ryutsu Keizai University Kashiwa High School sowie der Universitätsmannschaft der Kwansei-Gakuin-Universität. Seinen ersten Vertrag unterschrieb er 2016 bei Gamba Osaka. Der Verein aus Suita spielte in der höchsten Liga des Landes, der J1 League. 2016 stand er mit Osaka im Endspiel des J.League Cup, dass man aber im Elfmeterschießen gegen die Urawa Red Diamonds verlor. 2018 wurde er an den Ligakonkurrenten Tokushima Vortis nach Tokushima ausgeliehen. Für Tokushima absolvierte er sieben Zweitligaspiele. Der ebenfalls in der zweiten Liga spielende V-Varen Nagasaki aus Nagasaki lieh ihn die Saison 2019 aus. Für Nagasaki schoss er 22 Tore in 36 Spielen. Nach Vertragsende bei Gamba Osaka unterschrieb er 2020 einen Vertrag beim Erstligaaufsteiger Kashiwa Reysol in Kashiwa. Hier stand er bis Mitte Juli 2021 unter Vertrag. Für Kashiwa stand er 32-mal auf dem Spielfeld. Am 12. Juli 2021 wechselte er zum Ligakonkurrenten Ōita Trinita. Ende 2021 musste er mit dem Verein den Weg in die zweite Liga antregen. Bei Ōita stand er bis Saisonende 2022 unter Vertrag. Für Ōita bestritt er 49 Ligaspiele. Zu Beginn der Saison 2023 wechselte er im Januar 2023 zum Zweitligisten JEF United Ichihara Chiba.

## Erfolge
Gamba Osaka
- Japanischer Ligapokalfinalist: 2016